# Jim Korderas
Jim "Jimmy" Korderas (Toronto, 19 de março de 1962) é um árbitro canadense de wrestling profissional, conhecido pela sua passagem na WWE, na brand SmackDown.
Ele entrou para a companhia em 1985, mas só em 1988 começou a ser árbitro profissional. Korderas foi o árbitro da feud envolvendo Owen Hart e The Godfather, em que acabou com a morte de Hart, no PPV Over the Edge de 1999.